# Wereldbeeld in de homerische epiek
Het wereldbeeld in de homerische epiek komt tot uitdrukking in de aan Homeros toegeschreven werken: de Ilias en de Odyssee.

## De verhouding van mensen ten opzichte van mensen
De onderlinge verhouding tussen mensen wordt bepaald door de zogenaamde agonale geest. De homerische held moet uitmunten door moed en lichaamskracht, trouw aan het ideaal "Αίεν αριστεύειν και υπείροχον έμμεναι άλλων" ("Steeds de beste zijn, en uitmunten boven de anderen"), zoals dit kernachtig wordt geformuleerd in de raadgeving die Peleus meegeeft aan zijn zoon Achilles vóór diens vertrek naar Troje.
Het menselijk handelen (van de held) wordt bepaald door eer, want de eer is de enige garantie tot voortbestaan in het hiernamaals. Zonder eer is ieder handelen zinloos.
Onder mensen wordt de cultus van de vriendschap hoog in ere gehouden (bijvoorbeeld tussen Achilles en Patroclus).

## De verhouding van mensen ten opzichte van goden
Ondanks het antropomorfisme bestaat een diepe kloof tussen mensen en goden. De goden leven in een toestand van zaligheid (μάκαρες θεοί), onttrokken aan dood, ziekte, moeite enzovoorts. Toch ervaren zij soms een kortstondige last (zoals verwonding of pijn). Zij zijn "κρείττονες", dat is "machtiger" (dan de mensen), maar almachtig, alwetend of alomtegenwoordig zijn ze niet. Deze begrensdheid van hun macht noemt men "μοίρα" (Moira) met als personificatie de "Μοίραι" (Moiren; vergelijkbaar met het Romeinse concept "Fatum"). De bewering aan het begin van de Ilias dat "Διός δ’ ετελείετο βουλή" ("De wil van Zeus ging in vervulling") geeft dus een valse indruk.
De goden (behalve Zeus, Helios en Hades) bemoeien zich voortdurend rechtstreeks met het menselijke gebeuren. Maar dit heft het probleem van de menselijke verantwoordelijkheid niet op. De goddelijke tussenkomsten geschieden in principe om de wereldorde te vrijwaren, maar het gebeurt soms ook om persoonlijke redenen (vooral in de "Ilias").
De mens vereert de goden (door middel van offers en gebeden) omdat hij weet dat hij afhankelijk is van de goden, dat de goden voortdurend kunnen ingrijpen en dat de goden op verering gesteld zijn. Hij houdt zich ook aan goddelijke vermaningen omdat hij weet dat het in de wind slaan ervan tot een ramp kan leiden.
Maar precies door het antropomorfisme is de homerische godheid niet het "gans andere" (het totaal vreemde, das ganz Andere zoals Rudolf Otto de ervaring van het goddelijke noemde), want de mens is niet volstrekt afhankelijk van de goden, en de godheid heeft de mens niet geschapen en openbaart ook geen morele normen (deze worden als vanzelfsprekend ervaren). Dat wil zeggen dat het naleven van morele normen niet noodzakelijk een daad van gehoorzaamheid is tegen de godheid (en omgekeerd).